# جيم بيرد (سياسي)
جيم بيرد هو شخصية أعمال وسياسي أمريكي، ولد في 4 يونيو 1945 في مقاطعة بارك في الولايات المتحدة. نشط حزبياً في الحزب الجمهوري. وقد انتخب عضو مجلس النواب الأمريكي عن دائرة الدائرة الانتخابية الرابعة في إنديانا ‏ وقد انضم خلال فترته النيابية ‏ (3 يناير 2019 – 3 يناير 2021) للكتلة البرلمانية الحزب الجمهوري وانتخب عضو مجلس النواب الأمريكي وانتخب عضو مجلس نواب إنديانا ‏.

## وصلات خارجية
- الموقع الرسمي